# Kaíque
Luiz Henrique Medina (São Paulo, 4 de junho de 1951, mais conhecido como Kaíke ou Kaíque, ou Caíque, é um mesa-tenista paralímpico brasileiro. Entre outras premiações, Kaíke conquistou quatro medalhas em Jogos Parapan-Americanos, uma de ouro, uma de prata e duas de bronze.

## Infância e vida pessoal
Kaíke nasceu sem os dois antebraços, uma perna, o maxilar e a língua. Abandonado pelos pais, foi acolhido pelo Lar Escola São Francisco aos três anos de idade, tendo sido criado e realizado todos os tratamentos cirúrgicos e reabilitação naquela instituição, extinta em 2012, quando foi incorporada pela Associação de Assistência à Criança Deficiente (AACD). Durante o processo de reabilitação, foi submetido a mais de quarenta cirurgias por todo o corpo, durante os mais de vinte anos em que foi cuidado pela instituição. O seu apelido tem origem no pé de sua perna mecânica, que tinha o formato de um caiaque.
Depois de se formar em Biologia pela Universidade de São Paulo (USP), prestou concurso público para especialização em Citologia no Instituto Brasileiro Contra o Câncer (IBCC), sendo o primeiro colocado. Foi analista de câncer ginecológico na Secretaria de Saúde do Estado de São Paulo durante trinta anos.
Em 2011, lançou o livro Meu Lar, Minha Escola, Minha Vida, que narra sua passagem pelo Lar Escola São Francisco e como conseguiu superar as suas limitações. Kaíke é uma das quatro pessoas que se conhece no mundo, que conseguem falar sem possuir a língua. Tem um filho, Igor, nascido em 1990, que teve de criar sozinho, desde pequeno.

## Início no esporte e conquistas
Começou a praticar tênis de mesa em 2000, quando se aposentou do IBCC, tornando-se profissional nesta modalidade. Para conseguir jogar, Kaíke prende a raquete ao seu antebraço. Em sua carreira no esporte profissional, conheceu doze países.
Em 2001, em Buenos Aires, na Argentina, conquistou, no Campeonato Paralímpico Sul-americano, uma medalha de ouro na modalidade por equipes e uma de prata na modalidade individual. Na Copa Tango I, também em Buenos Aires em 2001, ganhou uma medalha de prata no individual e bronze por equipes.
Em 2004, conquistou medalha de prata por equipes e bronze no individual, na Copa Tango II, em Buenos Aires; em 2005, conquistou uma medalha de prata por equipes e uma medalha de bronze individual no Campeonato Parapanamericano de Tênis de Mesa em Mar del Plata, na Argentina. No mesmo ano, pela Copa Tango III, ganhou medalha de ouro por equipes e bronze no individual.
Nos Jogos Parapan-Americanos de 2007, no Rio de Janeiro, conquistou a medalha de bronze na competição individual e a de prata por equipes. No mesmo ano, foi ouro por equipes no Torneio Aberto Paralímpico da Romênia. Ainda  em 2007, conquistou duas medalhas de bronze (por equipes e individual), na Copa Tango V, em Buenos Aires., e duas medalhas de bronze no individual, na Atlantic Cup, realizada em Mar del Plata. Também em 2007, conquistou uma medalha de prata na modalidade individual, no US Open Paralímpico de Chicago.
Nos Jogos Parapan-Americanos de Tênis de Mesa, em Ilha de Margarita, na Venezuela em 2009, conquistou uma medalha de bronze no individual. No ano seguinte, Medina estava na primeira posição no ranking nacional em atletismo paralímpico e na 26.ª posição no ranking mundial.
No Torneio Aberto do Brasil Paralímpico, em 2011 no Rio de Janeiro, conquistou uma medalha de ouro por equipe e uma de prata no individual. Na Copa Brasil Sul-Sudeste III, disputada na cidade de Praia Grande. Também em 2011, conquistou duas medalhas de ouro. No mesmo ano, foi ouro na modalidade individual, na Copa Costa Rica, e também uma medalha de ouro por equipes e prata no individual, no Brasil Open Paralímpico. Participou dos Jogos Parapan-Americanos de 2011, no México, em que esteve perto de conquistar uma medalha individual, perdendo para um competidor argentino, quase quarenta anos mais novo. No ano seguinte, foi prata no individual e bronze por equipes, na Copa Tango X, em Buenos Aires.
Nos Jogos Parapan-Americanos de 2013, na Costa Rica, conquistou a medalha de ouro na competição por equipes. No mesmo ano, conquistou uma medalha de bronze por equipes na Copa Tango XI, em Buenos Aires, e foi também bronze individual no Campeonato Paralímpico Mike Dempsey Memorial, em San Diego.
Na Copa Costa Rica de 2014, conquistou bronze no individual, e em 2015 perdeu as duas partidas que disputou pelos Jogos Parapan-Americanos, no Canadá. No mesmo ano, conquistou o ouro por equipes, na Copa Chile Paralímpica de Tênis de Mesa. Também em 2015, recebeu a Medalha do Mérito Esportivo do Governo do Estado de S.Paulo.
Em 2016, na XIV Copa Tango realizada em Buenos Aires, foi bronze no individual e prata por equipes. No mesmo ano, na Copa Paralímpica da Costa Rica, conquistou uma medalha de bronze no individual e de ouro por equipes. Ainda em 2016, foi campeão na Copa Brasil de Tênis Paralímpico realizada em Piracicaba.
Medina dedica-se também a palestras e participação em eventos.